# César López (meksykański piłkarz)
César Iván López de Alba (ur. 10 czerwca 2000 w Guadalajarze) – meksykański piłkarz występujący na pozycji bramkarza, od 2023 roku zawodnik Atlético San Luis.